# 924
El 924 (CMXXIV) fou un any de traspàs començat en dijous del calendari julià.

## Esdeveniments
- Fruela II d'Astúries puja al tron de Lleó.[1]

## Necrològiques
- Ordoni II de Lleó.